# Международная федерация гимнастики
Междунаро́дная федера́ция гимна́стики (фр. Federation Internationale de Gymnastique (FIG), англ. International Gymnastics Federation (IGF)) — федерация гимнастических видов спорта. Старейшая спортивная федерация мира.

## История
23 июля 1881 года по инициативе президента Бельгийской гимнастической ассоциации Николаса Куперуса на конгрессе в Льеже (Бельгия) была создана Европейская гимнастическая ассоциация, которая объединила представителей трёх государств — Бельгии, Нидерландов и Франции. Таким образом ФИЖ — старейшая международная спортивная федерация. Постепенно география стран-членов ширилась, и Европейская гимнастическая ассоциация реорганизовалась в Международную федерацию гимнастики (ФИЖ).
Гимнастика входит в олимпийскую программу с первых Олимпийских игр 1896 года. ФИЖ входит в Ассоциацию международных федераций олимпийских летних видов спорта и признана Международным олимпийским комитетом.
Федерация разрабатывает регламенты выступлений, которые определяют правила оценки выступлений гимнастов. В Международную федерацию гимнастики входят семь гимнастических дисциплин: спортивная гимнастика (мужская и женская), художественная гимнастика, спортивная аэробика, спортивная акробатика, прыжки на батуте, паркур.

## В филателии
25 мая 1981 года в КНДР была выпущена серия из пяти почтовых марок, почтового блока и малого листа, посвящённых 100-летию Международной федерации гимнастики (Sc #2080-2085). На них изображены эмблема федерации и спортсмены во время гимнастических упражнений: на кольцах, на коне, в опорном прыжке, в вольных упражнениях (спортивная гимнастика); с обручем, с лентой (художественная гимнастика). Поля малого листа включают название федерации на корейском (кор. 국제체조련맹창림).